# Pravedni kalifi
Pravedni kalifi, Ispravni kalifi ili Rašiduni (arp. الخلفاء الراشدون, trans. Hulefau-rašidun) termin je u sunitskom islamu koju označuje četvoricu kalifa koji su vladali nakon smrti Muhameda. To su (poredani po slijedu vladavine):
- Ebu Bekr (632. – 634.)
- Omer ibn el-Hattab (634. – 644.)
- Osman ibn Affan (644. – 656.)
- Alija ibn Ebu Talib (656. – 661.).

Imena su dobili jer su bili model muslimanskih vođa po viđenju Sunita. Ovo je bila opće prihvaćena terminologija u svijetu jer je sunitsko shvaćanje islama dominantno shvaćanje. Šijiti smatraju da su prva trojica uzurpirali vlast, po njima prvog ispravnog kalifa, Alije.
Svi su bili Muhamedovi ashabi i njegovi rođaci. Kćeri Ebu Bekra i Omera su bile udate za Muhameda, a tri njegove kćerke su bile udane za Osmana i Aliju. Također spadaju u grupaciju od 10 ashaba za koje je Muhamed rekao da im je Alah (Bog) obećao Dženet (Raj) za vrijeme njihovog života.
Tokom vladavine ove četvorice kalifa osvojena su brojna područja i kalifat nekoliko je puta povećan.

## Šiitsko shvaćanje
Po šiitskom shvaćanju islama prvi kalif trebao je biti Alija jer vjeruju da je Alah naredio Muhamedu da odabere Aliju za svoga nasljednika.

## Manjinska shvaćanja
Neki uključuju i Hasana ibn Alija, sina Alije kao petog pravednog kalifa, dok neki čak i ne smatraju da je on uopće bio kalif u pravom smislu. Šiiti smatraju da je on drugi imam.
Po haridžijskom shvaćanju, samo Ebu-Bekr i Omer pripadaju pravednim kalifima.

## Vanjske poveznice
- Povijest islamskog svijeta (poglavlje: Političari, državnici, halife, dinastije)  Arhivirana inačica izvorne stranice od 8. listopada 2006. (Wayback Machine)
- Uvjeti koje treba ispunjavati kalif[neaktivna poveznica]
- Šiitsko viđenje nasljednika Poslanika Muhameda  Arhivirana inačica izvorne stranice od 31. kolovoza 2006. (Wayback Machine)